# Noopept
Noopept (Ruso:Ноопепт; GVS-111, N-fenilacetil-L-prolilglicina éster de etilo) es un péptido nootrópico prescrito en Rusia y países vecinos. El nombre de marca registrado Noopept (Ноопепт) es comercializado por el fabricante CJSC LEKKO Pharmaceuticals. El compuesto está patentado en los EE. UU. y Rusia con patente de número de Federación Rusa 2119496, número de Patente de los EE. UU. 5,439,930 emitido 8/8/1995. Se vende como suplemento dietético en los EE. UU. y como Medicamento en otros países.

## Mecanismo de acción
Noopept no es un racetamo (no tiene el esqueleto 2-oxo-pirrolidina), pero es generalmente agrupado en la misma categoría porque comparte mecanismos similares de acción con la familia de los racetamo, principalmente modulando el sistema de acetilcolina, así como la modulación de los receptores AMPA. Se logró que el Noopept fuera más estable y resistente a las actividades de las enzimas, gracias a que era un péptido de solo dos aminoácidos, es decir, un dipéptido. No se trata de unir cualquier tipo de aminoácido, sino de imitar en lo medida de lo posible la estructura original del Piracetam, una tarea que pudieron cumplir a cabalidad la glicina y la prolina.[cita requerida] Cuándo se compara con los racetamos tradicionales, se afirma según estudios, que es 1000 veces más potente que el piracetam.
Noopept es un profármaco del péptido endógeno cicloprolilglicina.[cita requerida] 